# Románský sloh

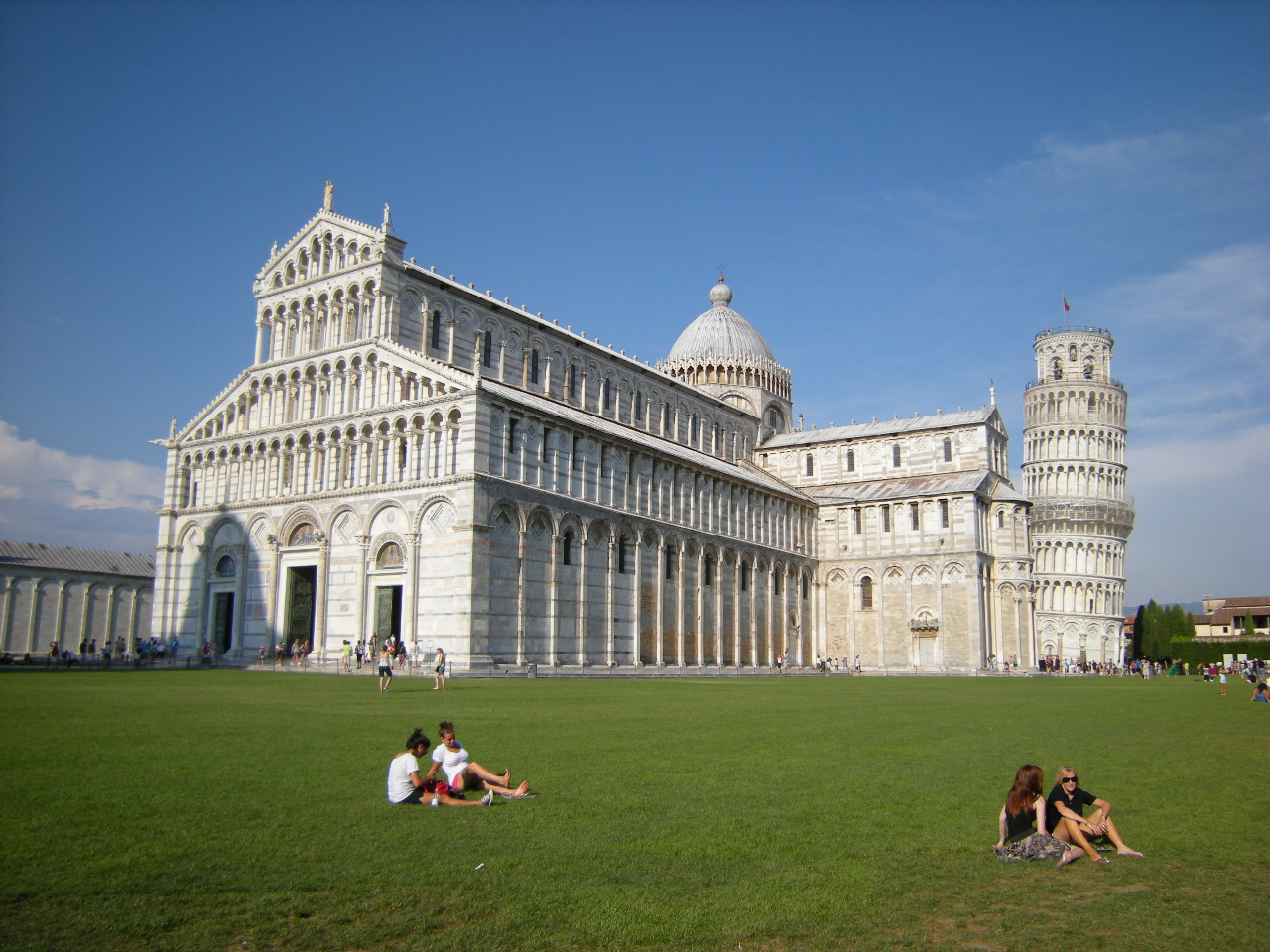
Románská bazilika a Šikmá věž na náměstí Piazza dei Miracoli v Pise

Románský sloh je umělecký sloh, který se ve středověku v 11.–13. století rozšířil ve stavitelství a výtvarném umění v zemích západní, jižní a střední Evropy. Na východě Evropy se v té době prosazoval byzantský sloh. Románský sloh se vyvíjel postupně, jeho počátky sahají až do období Západořímské říše.
Románské umění bylo uměním v západních křesťanských zemích od začátku 11. až do poloviny 13. století. Do současnosti se zachovala řada církevních staveb, především kostelů. Kostely v západní Evropě tvořily v období mezi rokem 1000 a koncem 12. století podstatnou část stavební činnosti. Stavěly se však také paláce, hrady, kláštery, špitály a obytné domy – do současnosti se z nich většinou nic nezachovalo.

## Malířství

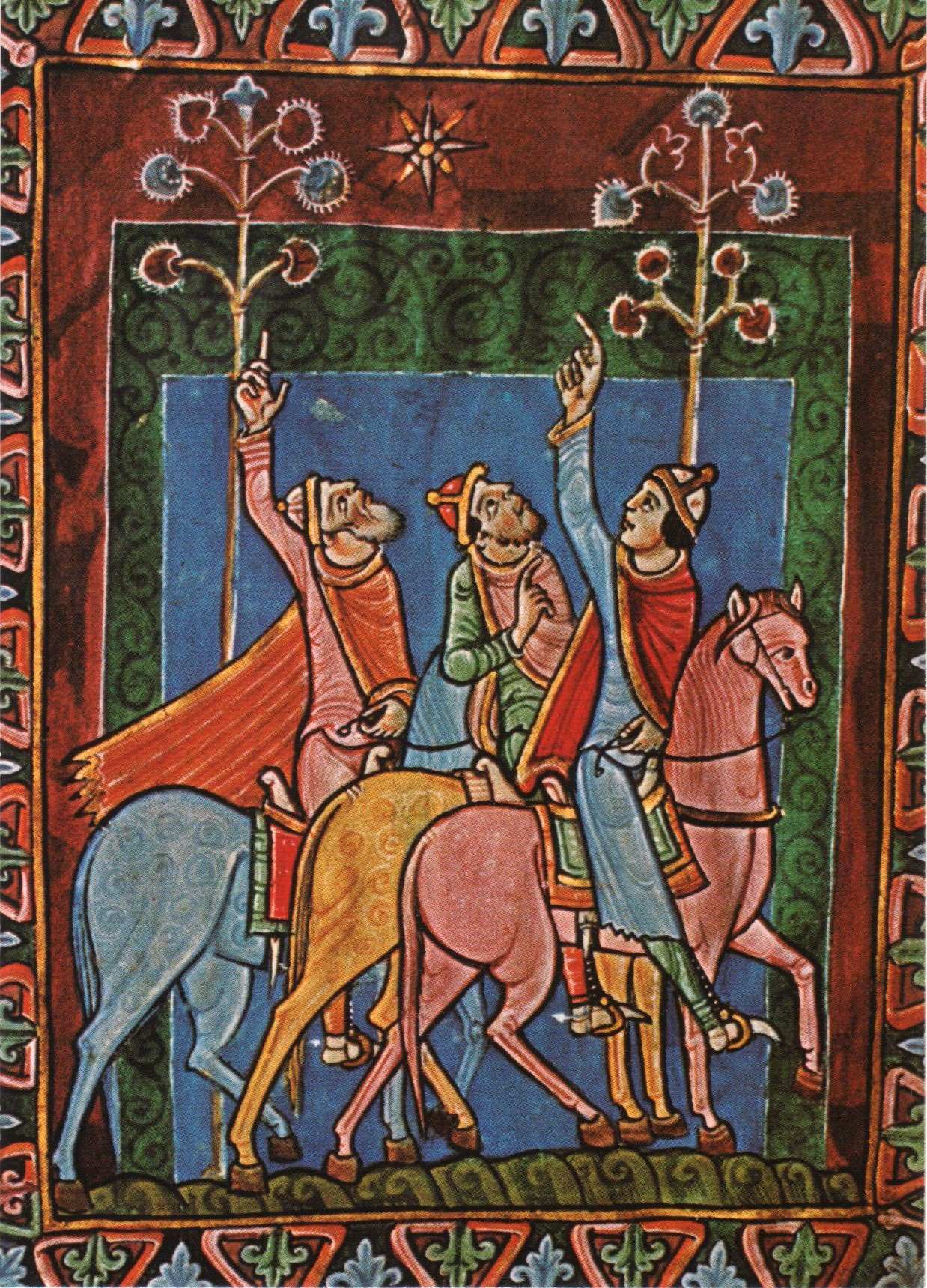
Žaltář ze St Albans, Anglie, 12. století

Fresky, z nichž se mnohé nezachovaly, byly v románských kostelech zcela běžné. Podobně jako plastiky také malby pokrývaly všechna volná místa. Respektovaly architekturu, aniž by se zabývaly perspektivou. Inspirovaly se miniaturami v rukopisných knihách. Ve čtyřech barvách (červenohnědá, bílá, šedozelená a modrá) líčily výjevy z Bible nebo ze života světců. Kristus je znázorněn jako soudce nebo vládce, většinou při posledním soudu. Nástěnná malba měla sloužit především prostým lidem, kteří neuměli číst (tzv. bible chudých). Apsidu často ovládala postava Krista v mandorle (svatozáři kolem celého těla) obklopená evangelisty, nebo jejich symboly (lev – Marek, býk – Lukáš, orel – Jan, anděl – Matouš) a apoštoly.
Desková malba se již rozvíjela v Itálii, kde se silně uplatňoval vliv byzantského umění, a to především v Toskánsku, kde v Pise a Lucce malovali Giunta Pisano a bratři Berlingierové velké obrazy Ukřižování a madon.
Knižní malba (iluminace) byla určena lidem, kteří uměli číst a byli dostatečně bohatí, aby si knihu mohli dovolit, tj. především kněžím a vysokým feudálům. Většina knih byla liturgická (evangeliáře, evangelistáře, epištoláře, bible), daleko méně bylo knih světských – např. rytířských románů. Psalo se a malovalo na pergamen, někdy kvašovými barvami, hojně se používalo zlacení. Iniciály byly bohatě zdobeny miniaturními malbami ornamentálními i figurálními, iluminace však často byly i celostránkové. Knihy se vytvářely především v klášterech, v tzv. skriptoriích.

## Architektura

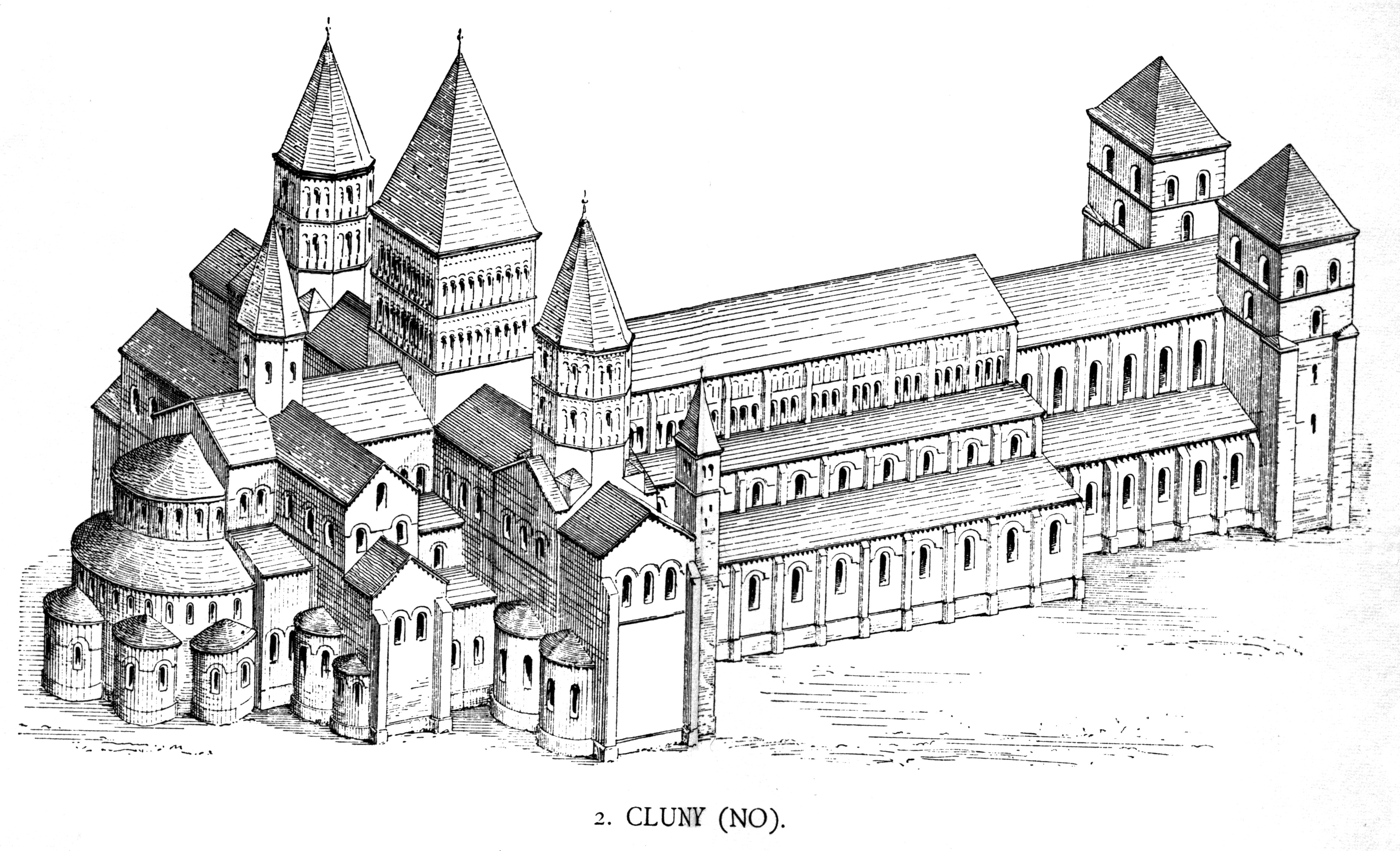
Rekonstrukce podoby Cluny III, největšího kostela středověku

Románský sloh se prosadil ve stavitelství a výtvarném umění v zemích západní, jižní a střední Evropy v 11.–13. století. Východ Evropy byl v té době ovlivněn byzantským stylem.
V architektuře šlo o postupně rozvíjenou, v rámci Evropy a dané epochy víceméně jednotnou tradici konstruování staveb a použití materiálu. Termín „románská“ v sobě zahrnuje pokus vyjádřit vztah tohoto stavebního slohu k stavebnímu slohu antického Říma, jímž byl do značné míry inspirován a sdílel s ní některé stavební prvky (viz klasická řádová architektura).
Relativní rozšířenost slohu a vzájemnou podobnost stavebních struktur po Evropě byla umožněna poměrně značnou mobilitou středověkého lidu. Navzdory mnoha moderním představám o životě před průmyslovou revolucí nejen šlechta a rytíři, ale i kupci, řemeslníci, mniši a misionáři putovali Evropou a roznášeli a sdíleli tak mimo jiné znalosti potřebné ke konstrukci staveb.
Stavby byly budovány z kamene. Vyznačovaly se silnými, mohutnými zdmi. Zpočátku dřevěné, rovné stropy, později nahrazeny klenbou – silné podpěrné sloupy. Vchody zdobené portály. Stěny zdobené freskami. Nejvíce se budovaly chrámy.

## Sochařství

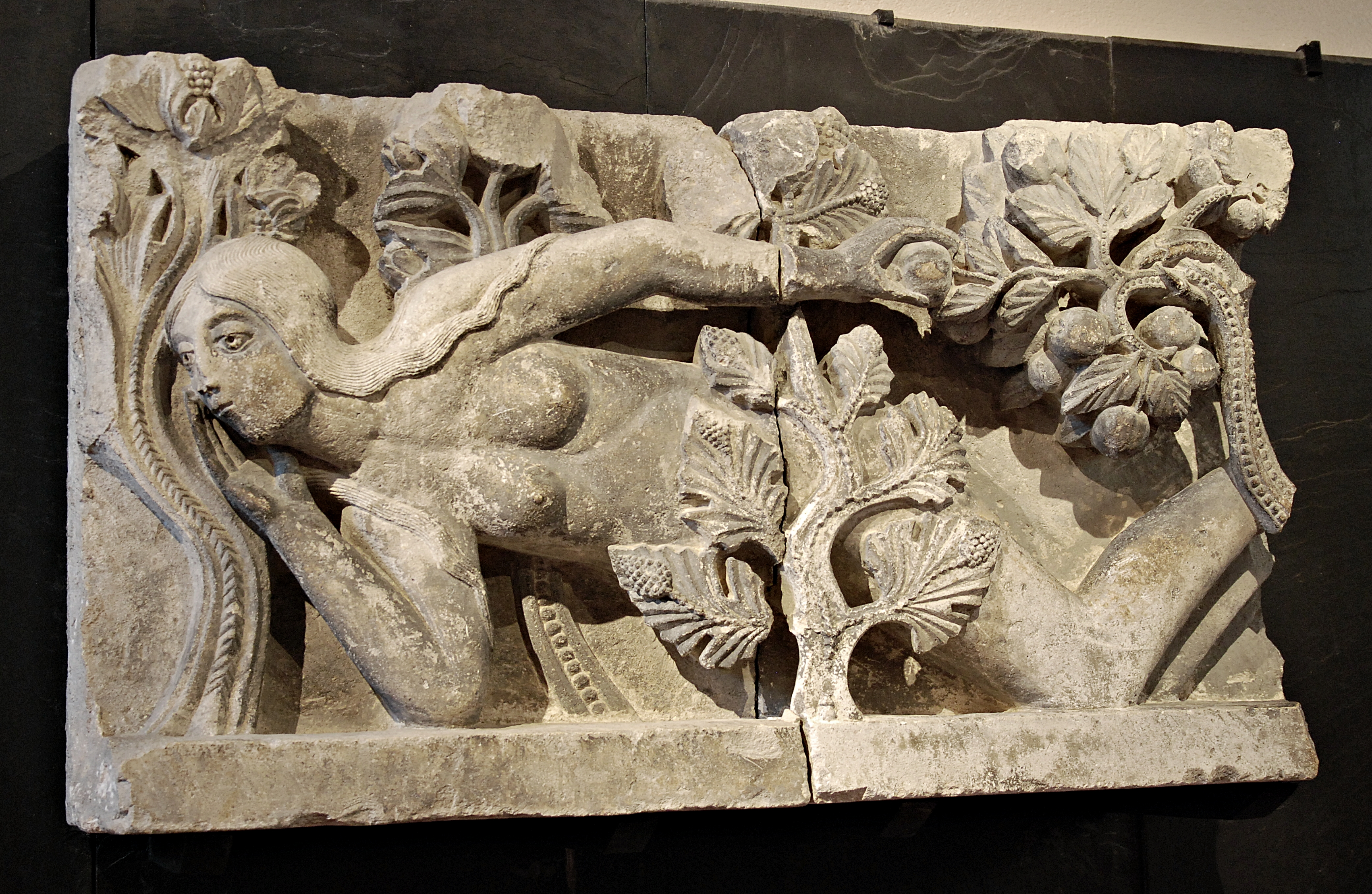
Gislebertus: Reliéf Evy, katedrála v Autun.

Sochařství (zejména reliéf) se vyvíjelo ve spojení s architekturou, používalo stylizovaný rostlinný ornament a motivy fantaskních zvířat, později i lidských figur. Od plošnosti a lineárnosti směřovalo k vytvoření trojrozměrné sochy. Největší pozornost věnovali sochaři průčelím chrámů. V Německu se sochařské práce přenášely i do interiéru (madony, náhrobní desky, zábradlí) a rozvinula se zde i dřevořezba.
Na českém území se uplatňuje dekorativní sochařství, v rozvinuté podobě např. v Záboří nad Labem. Vzácné jsou figurální reliéfy, např. výzdoba kostela sv. Jakuba v Jakubu u Kutné Hory a výjev na věži Juditina mostu.

## Umělecké řemeslo

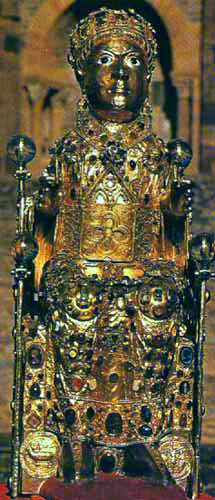
Relikviář z Conques, Francie

Dekorativní charakter se uplatňuje i v další umělecké tvorbě, jako je např. keramika (dlaždice), výzdoba knižních vazeb, výrobky ze slonoviny, vzácně vitráže ap. Zvláštní místo zaujímá zlatnictví, jehož vyspělou západoevropskou podobu představuje relikviář svatého Maura, jedna z nejvzácnějších movitých památek na českém území.